# Lisa Goldstein (Schriftstellerin)
Lisa Goldstein (* 21. November 1953 in Los Angeles als Elizabeth Joy Goldstein) ist eine amerikanische Schriftstellerin von Fantasy- und Science-Fiction-Romanen, deren Werke bereits für die Nebula-, Hugo- und die World Fantasy Awards nominiert wurden. 

## Biografie
Goldsteins Vater war Heinz Jürgen „Harry“ Goldstein (* 8. Juni 1922 in Krefeld; † 24. Mai 1974 in Los Angeles), ein Überlebender des Konzentrationslagers Bergen-Belsen. Ihre Mutter, Miriam Roth (* 8. April 1922 in Mukačevo, Tschechoslowakei; † 12. Oktober 2011 in Los Angeles), war eine Überlebende des Vernichtungslagers Auschwitz. Ihre Eltern kamen 1947 in die Vereinigten Staaten und lernten sich in einem ESL-Kurs kennen.
Ihr 1982 erschienener Roman Der Rabbi und der Magier (orig. The Red Magician) gewann einen National Book Award in der Kategorie „Original Paperback“. Die Geschichte behandelt den Holocaust; die deutsche Übersetzung trägt den Untertitel Ein Märchenroman aus der Zeit des Holocaust. Ihre Kurzgeschichte Paradise Is a Walled Garden gewann den Sidewise Award 2011 für die beste Kurzform einer alternativen Geschichte und ihr Roman The Uncertain Places (2011) gewann den Mythopoeic Award 2012 für Erwachsenenliteratur.
Lisa Goldstein veröffentlichte zudem zwei High-Fantasy-Romane unter dem Pseudonym „Isabel Glass“: Daughter of Exile und The Divided Crown. Ihr Verlag empfahl die Wahl eines Künstlernamens, da sich diese beiden Werke deutlich von ihren anderen Werken unterscheiden. Der Vorname „Isabel“ wurde von der Autorin in Anlehnung an den lokalen Park „Point Isabel Regional Shoreline“ gewählt. Der Nachname „Glass“ entspricht dem Standard von Tor Books, für Pseudonyme kurze Nachnamen aus dem ersten Teil des Alphabets zu verwenden.
Seit 1986 ist Goldstein mit Douglas A. Asherman verheiratet; die beiden leben in Oakland, Kalifornien.

## Werke
Romane
- The Red Magician (1982). Deutsch: Der Rabbi und der Magier. Bastei Lübbe, 1985, ISBN 978-3404130023.
- The Dream Years (1985)
- A Mask for the General (1987)
- Tourists (1989)
- Strange Devices of the Sun and Moon (1993). Deutsch: Im Zeichen von Sonne und Mond.Fischer Taschenbuch, 1994, ISBN 978-3596122165.
- Summer King, Winter Fool (1994)
- Walking the Labyrinth (1996)
- Dark Cities Underground (1999)
- The Alchemist's Door (2002)
- Daughter of Exile (als Isabel Glass; 2004). Deutsch: Tochter der Verbannung. Blanvalet, 2008, ISBN 978-3442243112.
- The Divided Crown (illustriert von Kinuko Y. Craft) (als Isabel Glass; 2005). Deutsch: Die geteilte Krone. Blanvalet, 2009, ISBN 978-3442243129.
- The Uncertain Places (2011)
- Weighing Shadows (2015)
- Ivory Apples (2019)

## Auszeichnungen
- National Book Award (1983) für The Red Magician (Der Rabbi und der Magier)
- Sidewise Award for Alternate History (2011) für Paradise is a Walled Garden
- Mythopoeic Fantasy Award for Adult Literature (2012) for Uncertain Places